# Dániel Hadfi
Dániel Hadfi (ur. 13 maja 1982) – węgierski judoka. Olimpijczyk z Pekinu 2008, gdzie zajął siódme miejsce w wadze półciężkiej.
Brązowy medalista mistrzostw świata w 2007; siódmy w 2005; uczestnik zawodów w 2009, 2010 i 2011. Startował w Pucharze Świata w latach 2000-2007 i 2009-2012. Mistrz Europy w 2007; drugi w 2006. Wicemistrz igrzysk wojskowych w 2003. Drugi na akademickich MŚ w 2004 i trzeci w 2006 roku.

## Letnie Igrzyska Olimpijskie 2008
| Konkurencja | Eliminacje                | Eliminacje              | Eliminacje             | Repasaże           | Repasaże                      | Klas. końcowa |
| Konkurencja | Przeciwnik I              | Przeciwnik II           | 1/4                    | Przeciwnik II      | Przeciwnik I                  | Miejsce       |
| ----------- | ------------------------- | ----------------------- | ---------------------- | ------------------ | ----------------------------- | ------------- |
| 100 kg      | Mohamed Ben Saleh (LBA) Z | Franck Moussima (CMR) Z | Askat Żytkejew (KAZ) P | Amel Mekić (BIH) Z | Przemysław Matyjaszek (POL) P | 7.            |